# Sven Otterbeck
Sven Leonard Otterbeck, född 11 november 1900 i Stockholm, död 12 november 1985 i Saltsjöbaden, var en svensk företagsledare. Han var far till Björn Otterbeck.
Otterbeck, som var son till disponent Leonard Morthensen (av norska släkten Otterbeck) och Elin Anrep, utexaminerades från Kungliga Tekniska högskolan 1925. Han var ingenjör vid Göteborgs spårvägar 1925–1927, Jonsereds fabriker 1927–1939, chef för maskinavdelningen 1932–1939, verkställande direktör för AB Svenska Maskinverken 1939–1941, vice verkställande direktör i Svenska Aeroplan AB 1941–1949, konsulterande ingenjör 1950–1951 och överdirektör i Kungliga krigsmaterielverket från 1952. Han var styrelseledamot i Söderhamns Verkstäder AB, AB Norrköpings varv och verkstad, AB Georg Schönander och AB Svetsmekano. Otterbeck är gravsatt på Skogsö kyrkogård.